# چهارشنبه، استانبول
چهارشنبه (به ترکی: Çarşamba) یک محله از محلات شهر استانبول ترکیه است.
این محله بخشی است از مجله بزرگ‌تر فاتح و در درون حصار دیوارهای قدیمی شهر بیزانسی کنستانتینوپول واقع شده‌است.
چهارشنبه از نظر باور به اسلام یکی از محافظه‌کارترین محلات شهر استانبول است. در این محله آثار متعدد بیزانسی دیده می‌شود و مسجد فتحیه و حرم احمد پاشا نیز در آن قرار دارد.
اولیا چلبی، جهانگرد عثمانی سده هفدهم میلادی می‌نویسد که نام این محله از شهر چهارشنبه سامسون (در منطقه دریای سیاه) گرفته شده زیرا جمعیت زیادی از مهاجران آن شهر در این محله استانبول مستقر شدند. 
امروزه در این محله هر چهارشنبه یک چهارشنبه‌بازار نیز برپا می‌شود.